# Georg Caspar Wecker
Georg Caspar Wecker (getauft 2. April 1632 in Nürnberg; † 20. April 1695 ebenda) war deutscher Komponist und Organist des Barock.

## Herkunft und Ausbildung
Weckers Eltern waren Agnes, geb. Schneider, und Johann Wecker, von Beruf Goldspinner, der zumindest eine musikalische Ausbildung erhalten hatte, da Georg Caspar Wecker von ihm die musikalischen Grundlagen erlernte. Der Nürnberger Komponist und Organist Johann Erasmus Kindermann war Weckers nächster Lehrer, bei welchem er so viel lernte, dass er bereits als 16-jähriger Schüler in Nürnberger Kirchen die Orgel spielen durfte. Wecker war seit 1658 mit Anna Maria Löhner verheiratet, mit der er neun Kinder hatte.

## Berufliche Stationen
Von 1651 an war Wecker zeit seines Lebens Organist an Nürnberger Kirchen: ab 1651 an der St.-Walburga-Kirche, ab 1658 als Nachfolger Paul Hainleins an der St.-Ägidien-Kirche. Als Hainlein im Jahre 1686 starb, wurde Wecker erneut sein Nachfolger, und zwar als Organist an der bedeutenden Pfarrkirche St. Sebald. Diese Stelle hatte er bis zu seinem Lebensende inne, sein Nachfolger wurde sein Schüler Johann Pachelbel. Zu seinen Schülern gehörte ebenfalls Johann Krieger. Weckers Nachfolger an St. Ägidien war Albrecht Martin Lunßdörffer.